# NGC 2633
NGC 2633 (również PGC 24723, UGC 4574 lub Arp 80) – galaktyka spiralna z poprzeczką (SBb/P), znajdująca się w gwiazdozbiorze Żyrafy. Odkrył ją Ernst Wilhelm Leberecht Tempel 11 sierpnia 1882 roku.